# Козенко Олександр Сергійович
Олекса́ндр Сергі́йович Козе́нко (1989—2014) — солдат Збройних сил України, учасник російсько-української війни.

## Життєпис
Народився 1989 року в місті Олександрія (Кіровоградська область).

Пам'ятна дошка на стіні Олександрійського колегіуму

Брав участь в роботі олександрійського хореографічного колективу «Авантюрин», козацької школи «Спас». В 2008—2009 роках проходив військову службу в Збройних Силах України — протиповітряна оборона; за спеціальністю «Оператор радіолокаційних станцій (комплексів) метрового діапазону». В 2011 році закінчує Олександрійський політехнічний технікум — за спеціальністю «Виробництво електронних та електричних засобів автоматизації», здобув базову вищу освіту. 2011 року прийшов до хореографічного колективу «Авантюрин»; невдовзі стає одним із солістів колективу, опанував гру на сопілці, з якою був нерозлучним і на війні. 2013 року стає одним із засновників Олександрійського клубу прикладної підготовки «СПАС».
В часі війни — доброволець, кулеметник, 11-й батальйон територіальної оборони «Київська Русь».
14 вересня 2014-го близько 21-ї години загинув під час обстрілу проросійськими бойовиками українського блокпосту в Чорнухиному.
Похований в Олександрії. Без Олександра лишилися мама й сестра з племінницею.

## Нагороди і вшанування
За особисту мужність і героїзм, виявлені у захисті державного суверенітету та територіальної цілісності України, вірність військовій присязі під час російсько-української війни, відзначений — нагороджений
- 27 червня 2015 року — орденом «За мужність» III ступеня.
- У 2014 році на стіні Олександрійського колегіуму була відкрита пам'ятна дошка Олександру Козенку, як колишньому учню цієї школи[2].
- У травні 2016 в Олександрії на честь Олександра Козенка було названо невелику вулицю в центрі міста[3].
- Його портрет розміщений на меморіалі «Стіна пам'яті полеглих за Україну» у Києві: секція 4, ряд 5, місце 19
- Вшановується в меморіальному комплексі «Зала пам'яті», в щоденному ранковому церемоніалі 14 вересня[4]